# Albert De Cleyn
Albert De Cleyn, dit Bert De Cleyn, né le 28 juin 1917 à Malines en Belgique et mort le 13 septembre 1990, est un ancien footballeur international belge.
Il est à le joueur le plus capé de l'histoire du KV Malines. Il est également le meilleur buteur de l'histoire du Championnat de Belgique et du KV Malines.

## Biographie
Il est le meilleur buteur du championnat de Belgique de football en 1946 alors qu'il joue pour le FC Malines (40 buts). Bert De Cleyn a également joué pour l'équipe nationale belge.
Il est le meilleur buteur de tous les temps du championnat belge avec 377 buts inscrits entre 1932 et 1955. Il a joué 488 matchs pour le FC Malines.